# Masguda Sjamsutdinova
Masguda Islamovna Sjamsutdinova (tatarisk: Мәсгудә Ислам кызы Шәмсетдинова; russisk: Масгуда Исламовна Шамсутдинова, tr. Masguda Islamovna Sjamsutdinova; født 1. juli 1955 i Ksjlau-Elga, Basjkirske ASSR, Sovjetunionen) er en russisk/tartarsk komponist og litterat.
Sjamsutdinova studerede på Kasans statskonservatorie i Tatariske ASSR. Hun har skrevet 3 symfonier, orkesterværker, symfoniske digtninger, kammermusik, klaverstykker, sange, korværker, filmmusik osv.
1979-1985 var Sjamsutdinova leder af musikken ved Kasans statslige dukketeater. I 1985-1991 var hun musikredaktøren ved Kasans tv-studio. Siden 1995 var Sjamsutdinova leder af det folkelige musikdepartmentet i Volga-regionen ved Kasans statskonservatorie.
Den 25. oktober 2001 forsvarede med succes en afhandling ved Sankt Petersborgs Filosofiske Fakultet, og fik titlen kandidat nauk i filosofi.
Sjamsutdinova flyttede i 2002 til Seattle, Washington, USA, hvor hun i dag har base og lever som komponist og skribent med musikhistorie som sit speciale.

## Udvalgte værker
- Symfoni nr. 1 "Tartar Steppe" (1999) - for orkester
- Symfoni nr. 2 "Ibn-Fadlan" (2001) - for orkester
- Symfoni nr. 3 "Djengis Khan" (2004) - for orkester
- Dervish (2006) (Symfonisk digtning) - for orkester